# 新北市私立中信高級中等學校

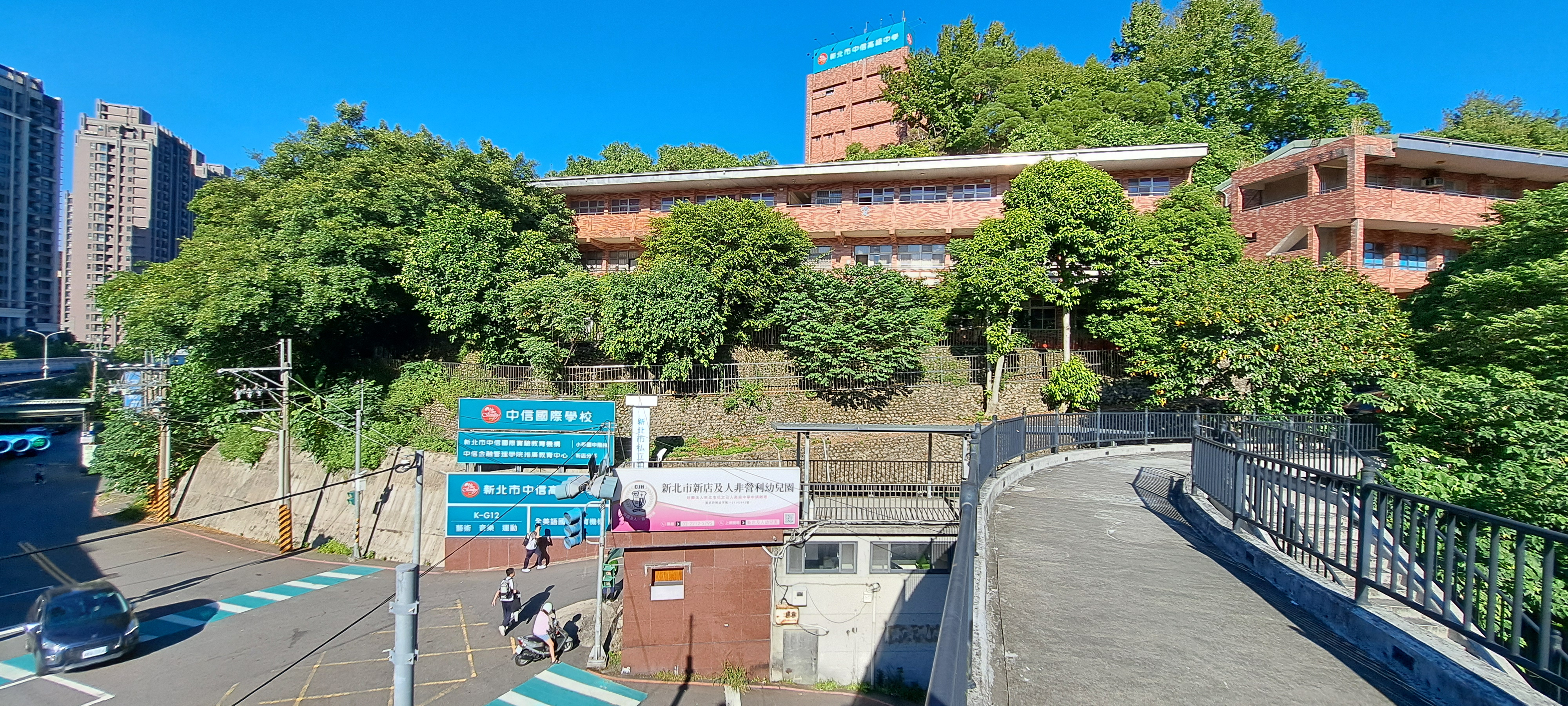
校門

新北市私立中信高級中等學校，簡稱中信高中，是一所位於新北市新店區安坑的私立完全中學。

## 沿革
1968年由盛紫莊創辦「臺北縣私立及人高級中學」。2010年10月25日隨臺北縣升格為新北市後更名為「新北市私立及人高級中學」。
2010年代創辦人家族出現多筆弊案、掏空校產新台幣6.7億而被新北市教育局接管成立臨時董事會，後引進泛美國際文教基金會入主董事會仍製造出諸多問題，2018年董事會決議與莊敬高職合併而引發教職員、家長及退休教師組成自救會
2023年10月，中國信託商業銀行捐助及人高中新台幣4500萬元，同年11月及人成立籌備處申請加入中信國際學校財團法人並更名。2024年7月10日，新北市政府教育局同意正式更名「中信國際學校財團法人新北市私立中信高級中等學校」2025年5月23日，中國信託商業銀行再度捐增中信高中新台幣2.15億元協助學校優化教育環境。

## 校長
- 俞俊珠（1968年8月～1969年7月）
- 楊義堅（1969年8月～1979年7月）
- 陳慶麟（1979年8月～1986年7月）
- 楊義堅（1986年8月～2001年2月）
- 蔡進國（2001年3月～2004年1月）
- 彭雪華（2004年2月～2010年2月）
- 洪騰祥（2010年3月～2015年6月)
- 廖偵佑（2015年10月～同年11月）
- 曾國祥（2016年9月～同年10月）
- 張素娟（2017年8月～2020年1月）
- 楊世瑞（2020年2月～同年8月)
- 賴惠文（2020年9月~2023年3月）
- 孫紀慈（代理校長2023年4月~7月）
- 謝惠玟（2023年8月~）

註：2015年至2017年期間，因學校爆發弊案，校長職位一度懸缺，由林嘉龍、李建翰、張素娟等人先後擔任代理校長。

## 相關教育機構
- 新北市私立及人國民小學
- 中信國際實驗教育機構
- 中信金融管理學院
- 中信科技大學

## 爭議

### 及人高中時期
師生
校方曾涉及違法解聘教職員、以招生困難為由，片面修改請假辦法，強迫所有教職員須寒暑假天天到校工作。
校方向來會變向強制學生參加課輔，有嚴重違規超收費之情形，並經新北市教育局發函糾正。
學校為了減少成本，資遣或逼退教師，以不具教師資格的約聘員取代正式教師
財務
學校連年虧損，又多次積欠薪資。且因為向利息偏高的私人借貸，兩年累積欠款數千萬元新臺幣，顯見學校資金缺口龐大，財務問題並未改善。
貪污、掏空校產弊案
及人中學董事會於2006年至2015年間，違法收取午餐費、制服費、書籍費回扣、私吞輔導費，共掏空校產6.7億元新臺幣，後經檢舉輔導費過高後，行賄多名督學與科員。校方亦趁新建廚房及整修管樂教室之際，向廠商虛報工程款近千萬元再私吞。
董事長盛天麟、校長、主任等十五人遭新北地檢署提起侵占、背信、貪污罪公訴，嗣後全數經法院判決有罪定讞。

### 中信高中時期
擅用校名案
因以未核准之校名招生與掛上校園招牌，被教育局罰30萬元。